# Magomed Ibragimov (Ringer, 1985)
Magomed Idrissowitsch Ibragimov (russisch Магомед Идрисович Ибрагимов; * 2. Juni 1985 in Irib, Dagestanische ASSR, Russische SFSR, Sowjetunion) ist ein usbekischer Ringer aus Russland, ethnisch ein Aware.

## Karriere
Magomed Ibragimov begann im Alter von 12 Jahren in Machatschkala mit dem Ringen und studierte an der Staatlichen Universität Dagestan. Bis 2016 trat er für den russischen Verband an, ehe er die usbekische Staatsbürgerschaft annahm. Bei den Olympischen Spielen 2016 in Rio de Janeiro trat er im Schwergewicht an und konnte dort die Bronzemedaille gewinnen.
2017 und 2018 wurde Ibragimov Asienmeister.